# Dubai Mall
The Dubai Mall (також укр. Дубай Молл) — найбільший торгово-розважальний центр у світі,  розташований у центральній частині міста Дубай. Загальна площа центру становить понад 1,2 млн м²,  торгова площа —  502,000 м². Є найбільшим торговим центром в світі за загальною площею. 

## Опис центру
4 листопада 2008 року відбулося урочисте відкриття The Dubai Mall — найбільшої зі споруд такого роду в світі. Dubai Mall — головний проект фірми Emaar Malls Group, підрозділу групи Emaar Properties, що займається в тому числі торговельними центрами.
Торговий центр створений у відповідності з концепцією і масштабами району «Даунтаун Дубай»— нового комерційного та ділового центру Дубая. Тут під одним дахом знаходиться 1200 магазинів, а також культурні та розважальні споруди світового рівня.
Серед атракціонів та закладів, розміщених у Dubai Mall, варто звернути увагу на: SEGA Republic — перший у регіоні-тематичний парк під дахом площею близько 7600 м2. Gold Souk — найбільший у світі критий «золотий ринок» із 220 магазинами. «Острів моди» площею 44 000 м², відведений під 70 магазинів «от кутюр» елітних світових брендів серед яких: Versace, Burberry, Roberto Cavalli, Galliano, Hermès, Givenchy, Cerruti, Missoni, Tom Ford і Ermenegildo Zegna.
- Перший на Близькому Сході універмаг відомої компанії Galeries Lafayette.
- KidZania — дитячий розважально-освітній центр площею 8000 м².
- Aquarium of the Dubai mall — один з найбільших океанаріумів світу.
- Комплекс кінотеатрів з 22 екранами.
- Льодова ковзанка олімпійських розмірів.
- «Гай» (The Grove) — шматочок вулиці, накритий зсувного дахом.

Торговий центр має криту автостоянку на 14 000 автомобілів.
До торгового центру The Dubai Mall примикає п'ятизірковий готель The Address з 250 номерами і 450 квартирами з обслугою. «Дубай Мол» розташований в так званому «найпрестижнішому у світі квадратному кілометрі», в кварталі Downtown Burj Khalifa, який споруджують навколо Бурж Халіфа, найвищої будівлі у світі.
Ковзанка олімпійського розміру, яку використовують не тільки як майданчик для любителів катання на ковзанах, але і для різних публічних і приватних заходів, крита алея з розсувним дахом.
До числа унікальних споруд, що розмістилися під дахом «Dubai Mall», належить найбільший у світі критий акваріум, в якому можна побачити більше 33 000 риб і морських тварин, у тому числі, акул і скатів. Через чашу акваріума, що вміщає 10 млн літрів води, проходить тунель, засклений зверху, так що відвідувачі можуть зблизька розглянути мешканців акваріума, що пропливають над ними.
Над акваріумом розташований «Центр відкриттів», де можна детальніше ознайомитися з життям морів і океанів.

## Галерея

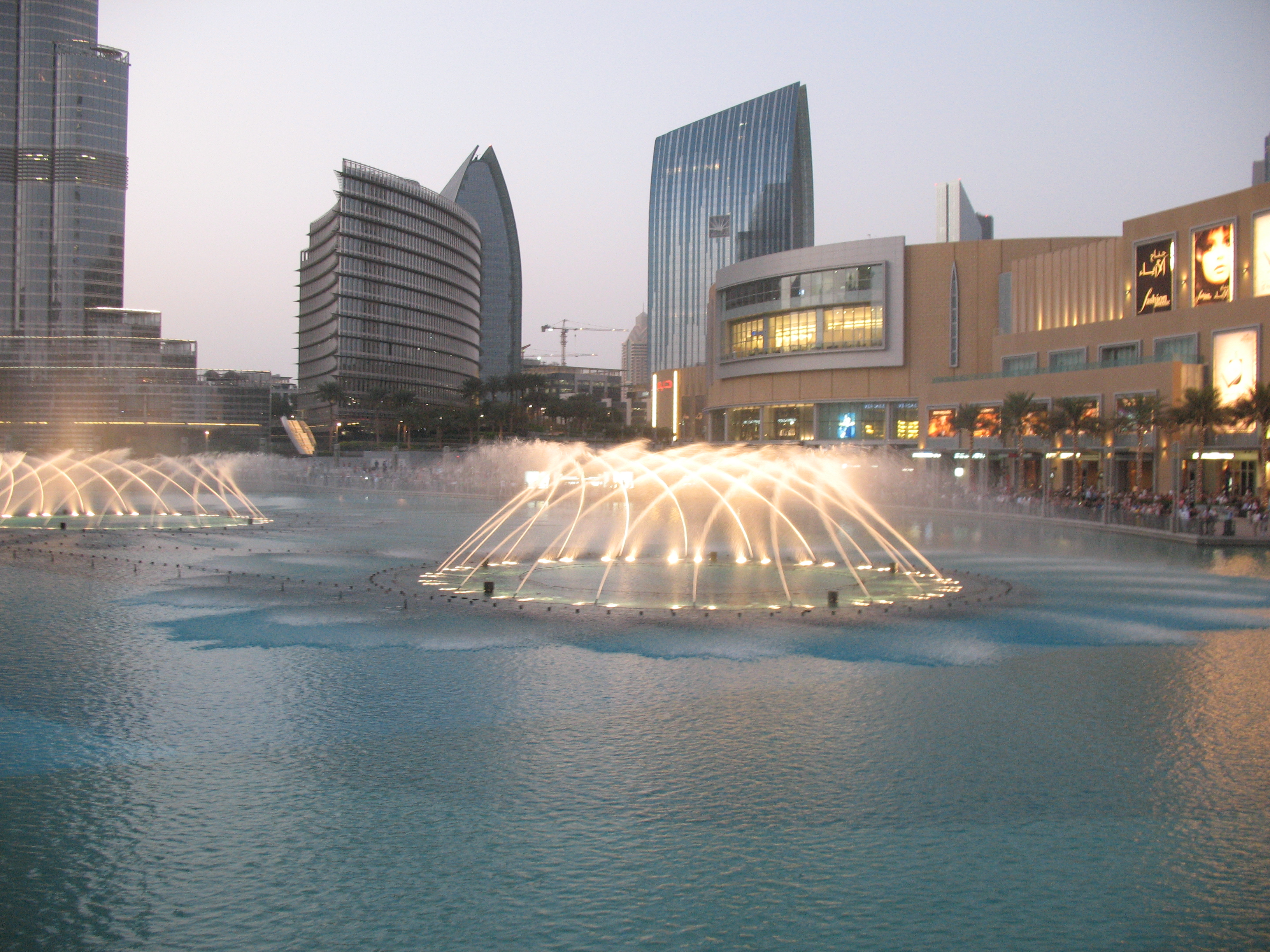
Вид на «Dubai Mall»
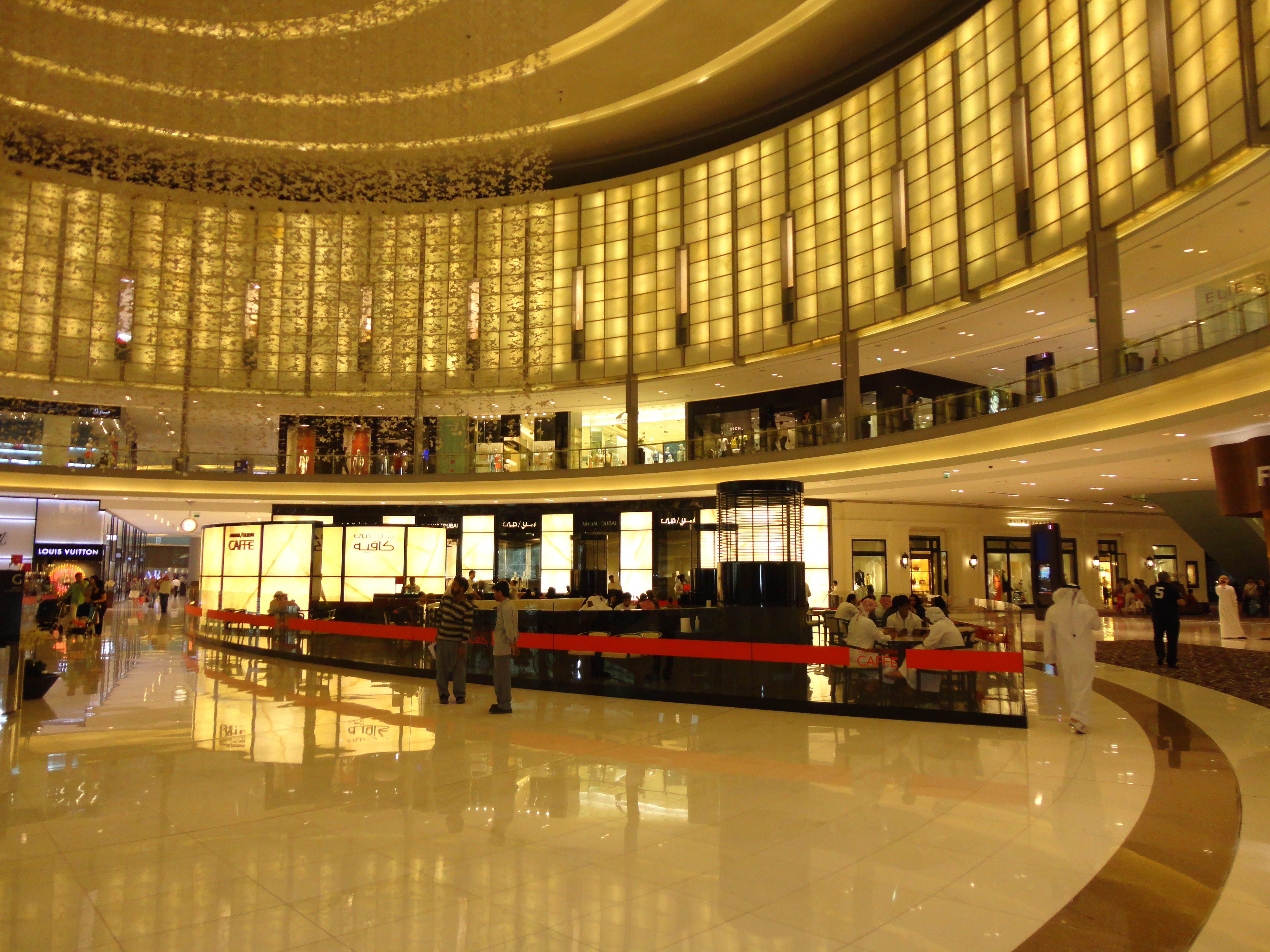
Острів моди
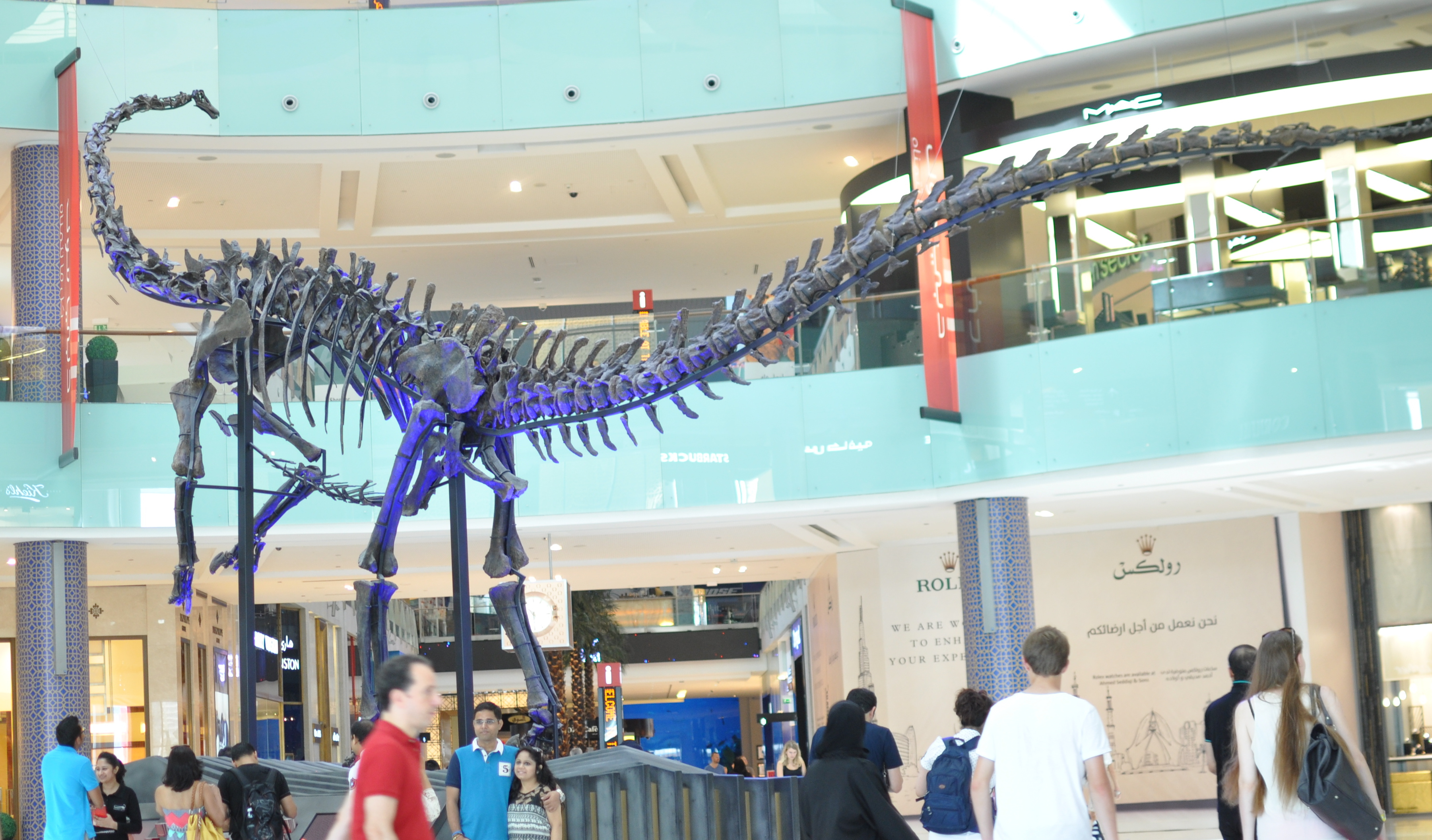
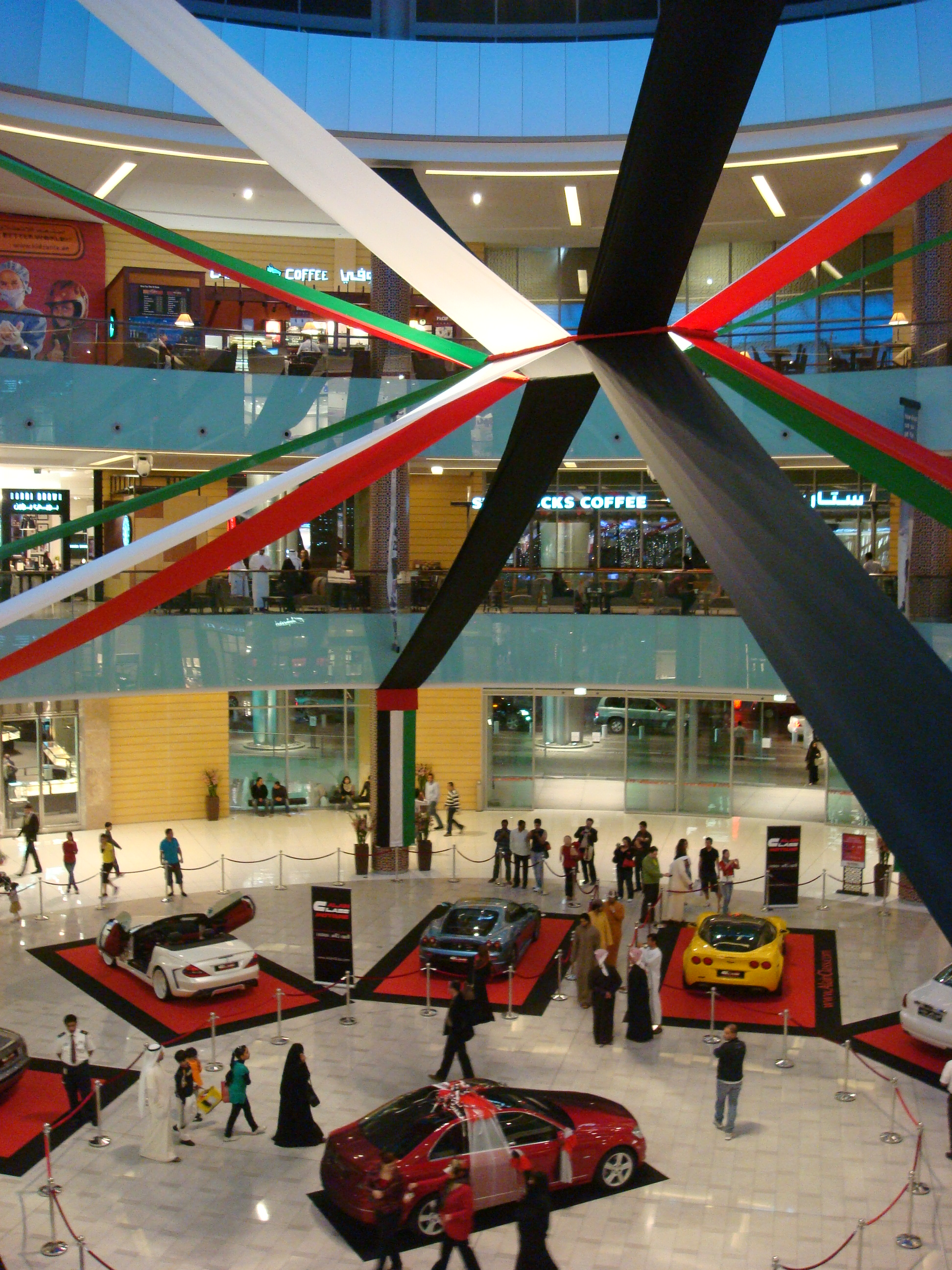
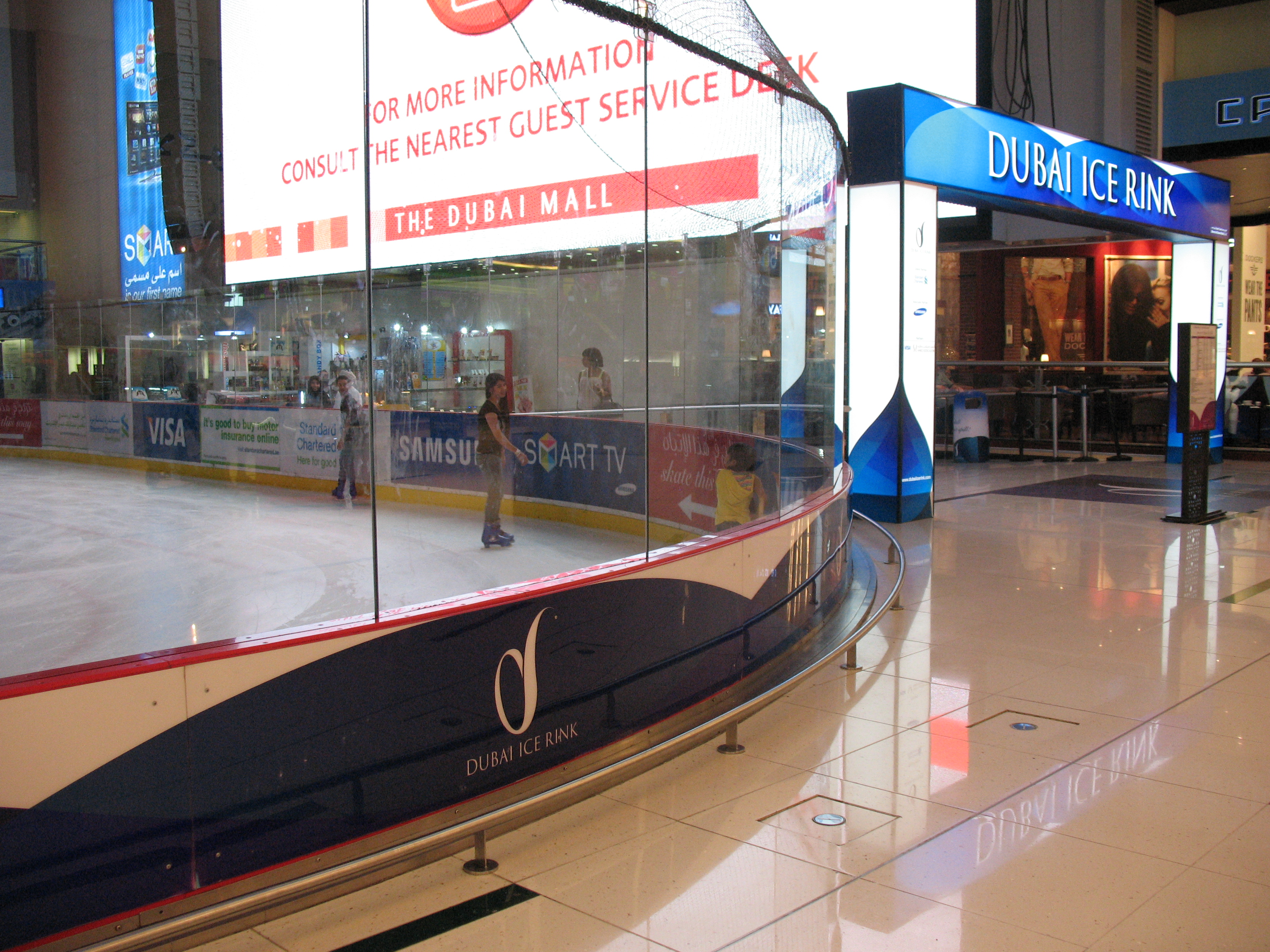
Ковзанка